# بي بي سي الفارسية
بي بي سي الفارسية (الفارسية: بی‌بی‌سی فارسی) هي محطة إذاعية باللغة الفارسية تابعة لخدمة بي بي سي العالمية والتي تنقل أحدث الأخبار السياسية والاجتماعية والاقتصادية والرياضية ذات الصلة بإيران والعالم. يقع مقرها الرئيس في لندن، بالمملكة المتحدة.
اللغة الفارسية هي واحدة من أقل اللغات الأم وعدد المتحدثين بها في خدمة بي بي سي العالمية، حيث يبلغ عدد المتحدثين الأصليين بها 35 مليون (في إيران)، و12 مليون (في أفغانستان)، و9 و5 ملايين (في طاجيكستان وأوزبكستان) على التوالي. يبلغ إجمالي المتحدثين الأصليين والثانويين للغة الفارسية حوالي 120 مليون. وهذا على النقيض من بي بي سي الأردية، التي يبلغ عدد المتحدثين بها الأصليين حوالي 1.5 مليار نسمة وأكثر من 2 مليار متحدث إجمالي. وقد أوضحَت التقارير أن التركيز على القناة يأتي ضمن مصالح بريطانيا في حماية إسرائيل، خاصةً بعد الثورة الإسلامية في إيران.

## النقد
لقد تعرضت قناة بي بي سي الفارسية منذ فترة طويلة لانتقادات واتهامات بالترويج ضد النظام الإيراني والاهتمام، بما في ذلك بث وجهات نظر معادية للمثليين في برامجها. يعتقد الكثير من مؤيدي النظام الإيراني أن محتوى قناة بي بي سي الفارسية أحادي الجانب، ويصب في خلق الفوضى لصالح إسرائيل. اتُهمت قناة بي بي سي الفارسية بنشر أخبار غير مهمة ومعلومات مضللة، مما أثار انتقادات من جمهورها.

## مضايقة الموظفين
في عام 2018، وجهت هيئة الإذاعة البريطانية (بي بي سي) نداء إلى مجلس حقوق الإنسان التابع للأمم المتحدة في جنيف للمساعدة في ما عبّرت عنه بمضايقة موظفي الخدمة الفارسية في إيران. وتقول هيئة الإذاعة البريطانية (بي بي سي) إن إيران بدأت في استهداف موظفي بي بي سي الفارسية بعد احتجاجات الانتخابات الرئاسية الإيرانية عام 2009، عندما اتهمت الحكومة الإيرانية وسائل الإعلام الأجنبية وأجهزة الاستخبارات بالتدخل. اتهمت إيران 152 من الموظفين الحاليين والسابقين والمساهمين بـ "التآمر ضد الأمن القومي" وبدأت تحقيقات جنائية، فضلًا عن التحريض على تجميد أصول العديد من هؤلاء الموظفين.
إيران ترفض الاتهامات. وصرحت البعثة الإيرانية الدائمة لدى الأمم المتحدة في جنيف بأن "بي بي سي الفارسية ليست شبكة إعلامية مستقلة... إن ارتباطها المالي والسياسي بوزارة الخارجية وأجهزة الأمن البريطانية كان خطير للغاية ولا يصب في مصلحة الأمة الإسلامية".

### الحواشي
1. ↑  "The Importance Of Hindi - Language Of 1.3 Billion People - 24x7 Offshoring" (بالإنجليزية الأمريكية). Archived from the original on 2025-04-24. Retrieved 2025-06-18.
2. 1 2  "The pressure of the audience on BBC Persian and lies of a media claiming honesty!". nournews (بالإنجليزية). Archived from the original on 2022-12-01. Retrieved 2022-10-08.
3. ↑  Foundation, Peter Tatchell (5 Jan 2021). "BBC calls LGBTs "faggots" & "abomination"". Peter Tatchell Foundation (بالإنجليزية البريطانية). Archived from the original on 2025-02-09. Retrieved 2022-10-08.
4. ↑  Naji، Kasra (12 مارس 2018). "BBC UN appeal: Stop Iran harassing Persian service staff". BBC News. مؤرشف من الأصل في 2025-06-09. اطلع عليه بتاريخ 2019-07-04.
5. ↑  Naji، Kasra (12 مارس 2018). "BBC UN appeal: Stop Iran harassing Persian service staff". BBC News. مؤرشف من الأصل في 2025-06-09. اطلع عليه بتاريخ 2019-07-04.Naji, Kasra (12 March 2018). "BBC UN appeal: Stop Iran harassing Persian service staff". BBC News. Retrieved 4 July 2019.